# Kian-gwan Kongsi
Kian-gwan Kongsi (chin. 建源公司, Jianyuan Gongsi) war ein Unternehmen in Niederländisch Ostindien (nach 1947 Indonesien), das von Chinesen geleitet wurde. Es war das erste multinationale Konglomerat Südostasiens. 

## Geschichte

### Gründung durch Oei Tjie-sien
Kian-gwan Kongsi wurde 1863 in Semarang, Zentral-Java, Niederländisch Ostindien von Oei Tjie-sien mit einem Vermögen von 3 Millionen Gulden gegründet. 
Kian-gwan Kongsi exportierte vor allem landwirtschaftliche Erzeugnisse wie Zucker und Fische und importierte Tee und Seide aus China. 
Zwischen 1890 und 1903 machte das Unternehmen insgesamt einen Gewinn von 18 Millionen Gulden.

### Expansion unter Oei Tiong Ham
Unter der Leitung von Oei Tiong Ham, dem Sohn Oei Tjie-siens, expandierte Kian-gwan Kongsi stark und wurde zum ersten multinationalen Konglomerat Südostasiens. 
Kian-gwan Kongsi hatte Niederlassungen in Bangkok, Kalkutta, Singapur, Hongkong, Shanghai, London und New York. Zu dem Konglomerat gehörten auch Grundstücke und Fabriken auf Java, eine Bank, ein Broker in London und eine in Singapur registrierte Flotte.
Eine der Zuckerfabriken gehörte zu den ersten und größten der Welt.  